# Dani Fohrler

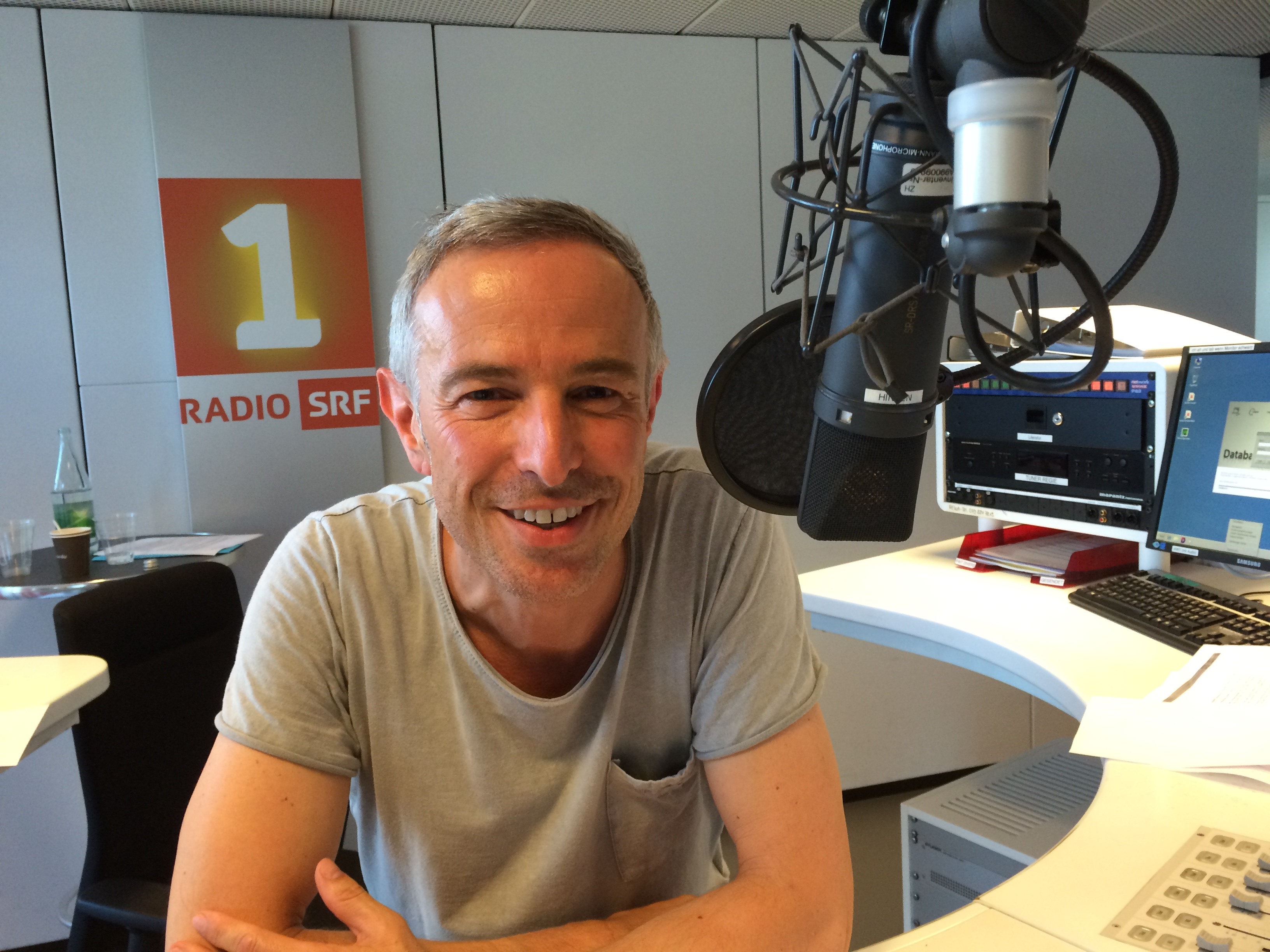
Dani Fohrler im Juli 2015

Daniel Walter Fohrler (* 19. Mai 1967), Rufname Dani Fohrler, ist ein Schweizer Fernseh- und Radiomoderator.

## Berufliche Karriere
Dani Fohrler wuchs im solothurnischen Deitingen auf. Er schloss eine kaufmännische Ausbildung ab und begann anschliessend seine Medienkarriere. Er war 1991 Mitbegründer des Radio 32 in Solothurn und war Moderator und Moderationsleiter bis 1998.
Fohrler begann 1998 beim Privatsender TV3 als Fernsehmoderator, wo er seine eigene Talkshow «Fohrler live» moderierte. Insgesamt liefen 350 Sendungen. Die Sendung «Jugend und Gewalt – ich schlage zu» aus dem Jahr 2001 wurde zur Kultepisode und zu einem der «wichtigsten Stücke Schweizer Kulturgeschichte», wie die Basler Zeitung berichtete.
Er moderierte die erste Staffel der Schweizer Ausgabe von «Big Brother Talk» und des «Robinson Talk», einer begleitenden Talksendung zur Unterhaltungssendung «Expedition Robinson», in der Kandidaten auf einer einsamen Insel wie Robinson Crusoe überleben mussten. Nachdem TV3 den Betrieb hatte einstellen müssen, fing Fohrler im Herbst 2002 beim Schweizer Fernsehen an und moderierte die Sendungen «Was macht eigentlich …?» und das Reisemagazin «RondoMondo» bis 2003. 2003 moderierte er mit Melanie Winiger die Mister-Schweiz-Wahl und 2004 das Sommer-Quiz «Schlau & Meier» sowie «Das grosse Weihnachts-Wunschkonzert». 2005 war er Moderator von «Retro» und Gastmoderator bei «glanz & gloria». Von 2007 bis 2008 war er stellvertretender Moderator sowie Aussenmoderator von «Leben live». Seit 2008 moderierte er die Übertragung des Internationalen Zirkusfestivals von Monte-Carlo.
Im Radio SRF 1 moderiert er die Sendungen «Treffpunkt» und die Radio-Talkshow Persönlich, und im Fernsehen SRF 1 moderierte er bis Ende 2018 die Talksendung «g&g weekend».

## Auszeichnungen
- 2000 Prix Walo für bester Newcomer
- 2021 Prix Walo für die Radiotalkshow «Persönlich» von Radio SRF 1 (zusammen mit Sonja Hasler, Daniela Lager und Christian Zeugin)